# ネクストメディアアニメーション
ネクストメディアアニメーション（Next Media Animation）は台湾にあるアニメーションスタジオである。香港、台湾の大手メディアグループ・壱伝媒（zh:壹傳媒有限公司，Next Digital Ltd.，ネクスト・デジタル）の子会社である。TomoToon、TomoNewsなどサービスがあり独特なCGでニュース、アニメなどを制作している。日本にはNext Media Animation Japan（略してNMAJ）という株式会社があり、2016年1月にはNext Animation Studio Japan株式会社と名称変更したが2023年10月閉鎖した。
社員数は500名以上。